# Whitewater (Kansas)
Whitewater és una població dels Estats Units a l'estat de Kansas. Segons el cens del 2000 tenia 653 habitants.

## Demografia
Segons el cens del 2000, Whitewater tenia 653 habitants, 232 habitatges, i 171 famílies. La densitat de població era de 764 habitants/km².
Dels 232 habitatges en un 36,6% hi vivien nens de menys de 18 anys, en un 62,5% hi vivien parelles casades, en un 8,2% dones solteres, i en un 25,9% no eren unitats familiars. En el 23,3% dels habitatges hi vivien persones soles l'11,6% de les quals corresponia a persones de 65 anys o més que vivien soles. El nombre mitjà de persones vivint en cada habitatge era de 2,53 i el nombre mitjà de persones que vivien en cada família era de 2,99.
Per edats la població es repartia de la següent manera: un 24,3% tenia menys de 18 anys, un 5,5% entre 18 i 24, un 25,4% entre 25 i 44, un 20,8% de 45 a 60 i un 23,9% 65 anys o més.
L'edat mediana era de 41 anys. Per cada 100 dones de 18 o més anys hi havia 83 homes.
La renda mediana per habitatge era de 42.813 $ i la renda mediana per família de 43.984 $. Els homes tenien una renda mediana de 33.958 $ mentre que les dones 21.417 $. La renda per capita de la població era de 20.078 $. Entorn del 3,3% de les famílies i el 5,4% de la població estaven per davall del llindar de pobresa.

## Poblacions més properes
El següent diagrama mostra les poblacions més properes.